# Szludron
Szludron (dodatkowa nazwa w j. kaszub. Szludrón; niem. Schludron) – kaszubska osada leśna w Polsce na Pojezierzu Kaszubskim położona w województwie pomorskim, w powiecie kościerskim, w gminie Kościerzyna na terenie Wdzydzkiego Parku Krajobrazowego. Osada jest częścią składową sołectwa Loryniec. Na południe od osady znajduje się jezioro Słupinko.
W latach 1975–1998 miejscowość administracyjnie należała do województwa gdańskiego.